# Luc Lacoste
Luc Lacoste, né le 4 mai 1966 à Bordeaux (Gironde), est un homme d'affaires et dirigeant sportif français. 
Après avoir intégré le conseil d'administration du club de rugby à XV l'Union sportive arlequins perpignanais entre 2013 et 2017 dont une période en tant que président du club janvier et mars 2016, il monte une liste de candidats pour devenir président de la fédération française de rugby à XIII, poste qu'il obtient le 12 décembre 2020. 
Par un communiqué daté du 28 juin 2023, la Fédération de rugby à XIII annonce sa démission pour raisons de santé.

## Biographie
« Associé et ami de trente ans du président François Rivière »,  il entre en 2013 au conseil d'administration de l'USAP puis en devient président par intérim entre janvier et mars 2016. Il quitte ce conseil d'administration en 2017.
Pour expliquer ce départ, il indique avoir l'«« habitude de faire les choses à fond, et là, ce n’était plus le cas avec l’USAP. Le club mérite qu’on lui consacre toute son attention et toute son énergie ».
En 2020, il décide de monter une liste nommée « Perspectives XIII » en vue de l'élection du président de la fédération française de rugby à XIII pour succéder à Marc Palanques, en se présentant comme « défenseur des causes perdues » et dans l'espoir de redonner un élan à ce code de rugby en France. Sa liste remporte vingt-trois sièges sur les vingt-quatre possibles.
En toute logique, eu égard au nombre de sièges remportés, il est élu Président  le 12 décembre 2020.
Le 6 avril 2021, Luc Lacoste est victime d'un infarctus à Versailles . Il est contraint de prendre du recul pendant trois semaines. « En ces circonstances peu communes, eu égard à leurs fonctions respectives et aux délégations qu’ils portent, le vice-président et le secrétaire général plus particulièrement, mais aussi plus généralement les Membres du Comité Directeur et des commissions de la FFR XIII assureront la gestion des activités de la fédération et de ses services. Seules les décisions engageant des contractualisations et des transformations profondes seront retardées ». 

## Actions entreprises pour le rugby à XIII
En octobre 2021, Luc Lacoste rejoint le conseil d'administration de la fédération internationale de rugby à XIII.
A l'inverse de son prédécesseur, il apparait plus « communicant  » donnant de nombreuses interviews, certaines en anglais.
Il semble par ailleurs impliqué dans la renaissance du rugby à XIII dans le sud ouest, appuyant la renaissance du comité de Gironde.
Habitant en île de France, cela lui donne la possibilité d'assister à plus d'évènements dans cette région que ses prédécesseurs.

## Gestion des conséquences de la Covid
En 2020, la pandémie entraine différentes mesures de restriction de déplacement et l'interruption des évènements publics.
L'équipe de Luc Lacoste doit gérer cela ; dans un premier temps, seuls les championnats Elite des différentes fédérations sportives sont autorisés à reprendre, à huis clos.
L'Elite 1 masculine parvient à reprendre son championnat. 

## Abandon de la candidature de la France à l'organisation de la coupe du monde
En mai 2023, Luc Lacoste doit affronter une situation inédite pour un président de la FFR XIII; après la désignation de la France par la Fédération internationale de rugby à XIII pour organiser la coupe du monde de 2025, le comité, dont la fédération est pourtant membre, annonce renoncer à l'organisation.
Luc Lacoste propose alors un vote de confiance à la tête de la fédération nationale. Il remporte le vote par quatre-vingts pour cent des votes.

## Démission en juin 2023
Par un communiqué daté du 28 juin 2023, la Fédération de rugby à XIII annonce sa démission pour raisons de santé.

## Référence
1. 1 2  V.C., « USAP : Luc Lacoste quitte le conseil d’administration », sur lindependant.fr, 14 novembre 2017 (consulté le 14 décembre 2020)
2. ↑  (en) Pierre Carcau, « Who runs French Rugby League? We are about to find out! », sur TotalRL.com | Rugby League Express | Rugby League World, 8 décembre 2020 (consulté le 31 octobre 2021)
3. 1 2 3  Droit au but avec Luc Lacoste, Bruno Onteniente, p.30, L'Indépendant, le 11 décembre 2020.
4. ↑  Bruno Onteniente, « Qui sont les vingt-quatre élus du Comité directeur », Midi Olympique (édition rouge),‎ 14 décembre 2020, p. 19 (ISSN 0994-6187)
5. ↑  Bruno Onteniente, « Luc Lacoste, élu à l'unanimité », Midi Olympique (édition rouge),‎ 14 décembre 2020, p. 19 (ISSN 0994-6187)
6. ↑  « XIII : Luc Lacoste (président de la FFR XIII) hospitalisé après un problème cardiaque », sur Rugby Amateur, 8 avril 2021 (consulté le 10 mai 2021)
7. ↑  Eric Dubuis, « Le président de la FFR XIII va prendre trois semaines de recul après un problème cardiaque », sur lindependant.fr, 7 avril 2021 (consulté le 10 mai 2021)
8. ↑  Nicolas Jacquemard, « Luc Lacoste intègre la fédération internationale », sur Treize Mondial, 28 octobre 2021 (consulté le 31 octobre 2021)
9. ↑  (en-GB) James Gordon, « Big interview with French Federation president Luc Lacoste », sur LoveRugbyLeague, 19 mars 2021 (consulté le 4 mars 2022)
10. ↑  Jean-Pierre Despeyroux, « Bassin d’Arcachon : la renaissance du rugby à XIII à Biganos », Sud Ouest,‎ 22 septembre 2021 (ISSN 1760-6454, lire en ligne, consulté le 4 mars 2022)
11. ↑  « Rugby : la France n'accueillera pas la Coupe du monde de rugby à XIII en 2025 », sur lefigaro.fr, 15 mai 2023 (consulté le 15 mai 2023)
12. ↑  Bruno Onteniente, « FFR XIII : les clubs disent oui à Luc Lacoste », sur lindependant.fr, 25 mai 2023 (consulté le 28 juin 2023)
13. ↑  FFR XIII, « Communiqué de la Fédération », sur Fédération Française de Rugby à XIII, 28 juin 2023 (consulté le 28 juin 2023)

## Audiographie
Interview donnée au Podcaster Australien Chasing Kangaroos en mars 2021 (anglais)